# Gottfried Drechsel

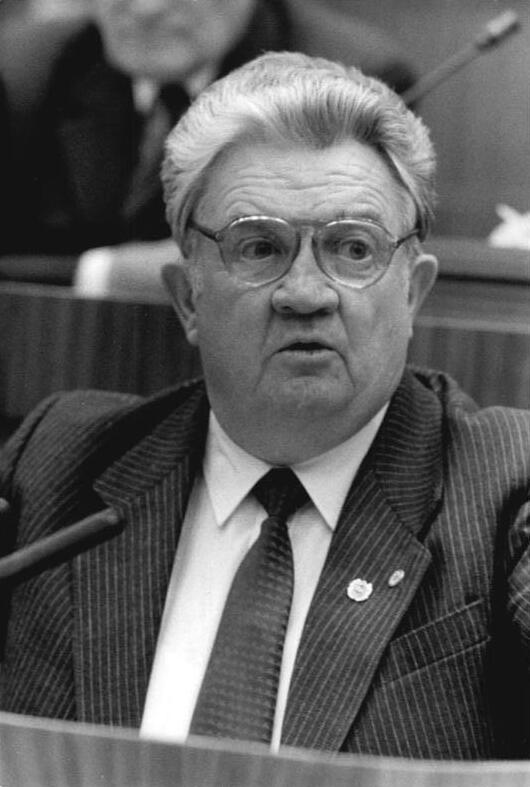
Gottfried Drechsel (1986).

Gottfried Drechsel (* 20. Januar 1928 in Drebach, Erzgebirge; † 5. Januar 2009) war ein deutscher Politiker (SED) und Funktionär der Vereinigung der gegenseitigen Bauernhilfe (VdgB). Er war Abgeordneter der Volkskammer der DDR.

## Leben
Drechsel, Sohn einer Bauernfamilie, besuchte die Grundschule und absolvierte von 1942 bis 1945 eine Landwirtschaftslehre. Von 1945 bis 1954 war er Landwirtschaftsgehilfe und anschließend selbstständiger Bauer. 1948 trat er der VdgB und der SED bei. Ab 1954 war er Mitglied, von 1955 bis 1958 Feldbaubrigadier und schließlich von 1958 bis 1963 Vorsitzender der LPG Drebach.
Von 1963 bis 1967 war Drechsel Vorsitzender des Kreislandwirtschaftsrates Zschopau und ab 1967 Vorsitzender des Kooperationsrates „Am Greifenstein“ und erneut Vorsitzender der LPG Drebach. 1972 legte er sein Staatsexamen als Agraringenieurökonom und 1983 als Diplom-Agraringenieurökonom ab. 
Ab 1958 war Drechsel Mitglied der SED-Kreisleitung und Abgeordneter des Kreistages Zschopau. Ab 1982 wirkte er als Vorsitzender des Bezirksvorstandes der VdgB Karl-Marx-Stadt und war ab 1984 Mitglied des Zentralvorstandes und des Präsidiums des Zentralvorstandes der VdgB. 
Drechsel war von 1986 bis 1990 für die VdgB Abgeordneter der Volkskammer. Er starb 2009 im Alter von 80 Jahren und wurde auf dem Friedhof in Drebach bestattet.

## Auszeichnungen
- Verdienstmedaille der DDR
- 1979 Ehrentitel Verdienter Genossenschaftsbauer der Deutschen Demokratischen Republik[2]
- 1984 Ehrentitel Held der Arbeit[3]